# Július 30.
Július 30. az év 211. (szökőévben 212.) napja a Gergely-naptár szerint. Az évből még 154 nap van hátra.
Névnapok: Judit, Xénia + Avenár, Azucséna, Donatella, Donna, Indira, Inge, Ingeborg, Inka, Julietta, Jutta, Maxima, Polixénia, Rovéna, Szemőke, Szénia, Zsüliett

## Események
- 0634 – a Khalid ibn al-Valid vezette arab sereg győzelmet arat a bizánciak felett Adzsnadainnál
- 1866 – Megnyílik az első hazai lóvasút Pest, Széna tér és Újpest, Városkapu között a Pesti Közúti Vaspálya Társaság üzemeltetésében.
- 1899 – Az első vízilabda-mérkőzés Magyarországon (Siófokon).
- 1919 – Román csapatok átkelnek a Tiszán, és megindulnak Budapest felé. Két nap múlva elbukik a Magyar Tanácsköztársaság.
- 1932 – Megkezdődnek a X. olimpiai játékok Los Angelesben.
- 1944 – Az amerikai légierő 300 bombázója két szőnyegbombázást hajt végre a szigetszentmiklósi repülőgépgyár ellen. Nádasdladány térségében honi vadászrepülők két B–24 Liberatort lelőnek.
- 1971 – Leereszkedik a Holdra az Apollo–15 Falcon nevű holdkompja.
- 1977 – A német Dresdner Bank elnökét, Jürgen Pontót a RAF tagjai agyonlövik saját villájában.
- 2003 – Mexikóban legördül a gyártósorról az utolsó (21 529 464.) VW Bogár
- 2020 – Útnak indult a NASA Mars 2020 szonda, és vele a Perseverance rover és egy kísérleti helikopter is a floridai Cape Canaveral légibázis 41-es indítóállásról.[1]

## Sportesemények
Olimpiai játékok
- 1932 – X. nyári olimpiai játékok megnyitó ünnepsége Los Angelesben

Formula–1
- 1972 –  német nagydíj, Nürburgring - Győztes: Jacky Ickx  (Ferrari)
- 1978 –  német nagydíj, Hockenheimring - Győztes: Mario Andretti  (Lotus Ford)
- 1989 –  német nagydíj, Hockenheimring - Győztes: Ayrton Senna  (McLaren Honda)
- 1995 –  német nagydíj, Hockenheimring - Győztes: Michael Schumacher (Benetton Renault)
- 2000 –  német nagydíj, Hockenheimring - Győztes: Rubens Barrichello (Ferrari)
- 2006 –  német nagydíj, Hockenheimring - Győztes: Michael Schumacher (Ferrari)
- 2017 –  magyar nagydíj, Hungaroring - Győztes: Sebastian Vettel  (Ferrari)

Vízilabda
- 2009 – Férfiak - Vizes világbajnokság, Róma (Olaszország)

## Születések
- 1511 – Giorgio Vasari olasz építész, festőművész, író († 1574)
- 1549 – I. Ferdinánd toszkánai nagyherceg († 1609)
- 1785 – Josip Rajačić horvát születésű szerb pátriárka, a szerb nemzeti mozgalom vezetője († 1861)
- 1833 – Habsburg–Lotaringiai Károly Lajos főherceg, Ferenc József császár öccse, Ferenc Ferdinánd főherceg édesapja, 1896-ig trónörökös († 1896)
- 1838 – Jan Matejko lengyel festő († 1893)
- 1846 – Paál László magyar festőművész († 1879)
- 1858 – Széchényi Manó magyar politikus, miniszter, diplomata († 1926)
- 1863 – Henry Ford amerikai autógyáros, a Ford Motor Company alapítója († 1947)
- 1902 – Soltész Anni magyar színésznő († 1973)
- 1909 – Sheila Darbyshire brit autóversenyző († 1979)
- 1921 – Vándor József magyar színész († 1990)
- 1922
  - Pálinkás-Pallavicini Antal honvéd ezredes, 1956-os mártír († 1957)
  - Soós Gábor gazdaságpolitikus, miniszterhelyettes, államtitkár († 1993)
- 1925 – Kovács Dénes magyar színész, a Pécsi Nemzeti Színház örökös tagja († 2016)
- 1939 – Peter Bogdanovich amerikai filmrendező, forgatókönyvíró, producer, színész, író († 2022)
- 1945 – Patrick Modiano francia író
- 1947 – Anna Identici olasz énekesnő
- 1947 – Arnold Schwarzenegger osztrák születésű testépítő,  amerikai filmszínész, Kalifornia állam kormányzója
- 1948 – Jean Reno francia színész
- 1950 – Nagy Sándor magyar gépészmérnök, hegymászó
- 1950 – Ránki Júlia magyar újságíró, rádiós és televíziós szerkesztő–riporter
- 1954 – Novák Emil Balázs Béla-díjas magyar operatőr, filmrendező
- 1958 – Bognár Zsolt magyar színész, zeneszerző, dalszövegíró.
- 1960 – Bardóczy Attila magyar színész
- 1961 – Laurence Fishburne amerikai színész
- 1963 – Lisa Kudrow amerikai színésznő
- 1964 – Jantyik Csaba magyar színész, rendező († 2024)
- 1968
  - Szakály Aurél magyar színész
  - Terry Crews amerikai színész, egykori NFL játékos
- 1970 – Christopher Nolan kétszeres Oscar-díjas brit filmrendező, forgatókönyvíró
- 1974
  - Hilary Swank Oscar-díjas amerikai színésznő, producer
  - Emilia Fox angol színésznő
- 1975 – Cherie Priest amerikai írónő
- 1979 – Masahito Yamazaki (Maya), az LM.C japán együttes énekese
- 1986 – Farkas Ádám magyar színész
- 1991 – Egon Van Der Straeten, belga pillangóúszó
- 1992 – Hartai Petra magyar színésznő

## Halálozások
- 0579 – I. Benedek pápa (* 525 k.)
- 1030 – II. (Szent) Olaf norvég királyt megölik a stiklestadi csatában (* 995)
- 1811 – Miguel Hidalgo y Costilla, az 1810–1811-es mexikói függetlenségi harc vezetője (* 1753)
- 1849 – Répásy Mihály magyar honvéd tábornok (* 1800)
- 1866 – Egressy Gábor színész (* 1808)
- 1868 – Tompa Mihály magyar költő, az MTA tagja  (* 1817)
- 1897 – Ráth Károly, ügyvéd, Budapest első főpolgármestere (* 1821)
- 1901 – Szilágyi Dezső jogász, politikus, akadémikus (* 1840)
- 1912 – Meidzsi japán császár, akinek az uralkodása (Meidzsi-restauráció) Japán radikális politikai és szociális átalakulását jelentette (* 1852)
- 1944 – Nyikolaj Nyikolajevics Polikarpov szovjet repülőgép-tervező (* 1892)
- 1946 – Benkő Géza magyar jogász, vármegyei főügyész, országgyűlési képviselő (* 1880)
- 1948 – Paikert Alajos, ifj. mezőgazdász, agrárpolitikus, múzeumigazgató (* 1866)
- 1972 – Kóczán Mór olimpiai bronzérmes gerelyhajító, református lelkész (* 1885)
- 1978 – Umberto Nobile olasz mérnök, katonatiszt, léghajó-tervező, az Északi-sark kutatója (* 1885)
- 1981 – Bud Tingelstad amerikai autóversenyző (* 1928)
- 1985 – Kálnoky László magyar költő, műfordító (* 1912)
- 1991 – Tom Bridger brit autóversenyző (* 1934)
- 2001 – Agárdy Ilona Aase-díjas magyar színésznő (* 1940)
- 2004 – Ligeti Erika magyar szobrász és éremművész (* 1934)
- 2006 – Zenthe Ferenc Kossuth-díjas magyar színművész, a nemzet színésze (* 1920)
- 2007 – Ingmar Bergman svéd filmrendező (* 1918)
- 2007 – Michelangelo Antonioni olasz filmrendező és forgatókönyvíró (* 1912)
- 2007 – Teoctist román pátriárka (* 1915)
- 2014 – Surányi Imre magyar színész (* 1927)
- 2015 – Lynn Anderson Grammy-díjas amerikai country énekes, lóversenyző (* 1947)
- 2018 – Orbán József magyar zenész, a 100 Folk Celsius frontembere (* 1948)
- 2022 – Nichelle Nichols amerikai színésznő (* 1932)
- 2024 – Király Levente Kossuth-díjas magyar színművész, a nemzet színésze (* 1937)